# 刘鹏 (1912年)
刘鹏（1912年—1986年），湖南湘乡人，中国人民解放军将领、中国人民解放军开国少将。
1930年参加工农红军，曾任中国人民解放军北京军区防空军副参谋长。1955年，授予中国人民解放军少将。